# 尤鳳揚
尤鳳揚（1984年11月28日—），藝名尤羊羊，新生代女藝人，畢業於積穗國中、清水高中、國立臺灣海洋大學。在2010年參與2010圓夢時代-追星大合輯的唱片錄製發行，並於2010年3月舉辦第一場合輯簽唱會。
目前活躍於綜藝節目、廣告、活動、音樂錄影帶以及平面拍攝等。現積極朝戲劇發展。

## 作品

### 節目錄影
- 公視 《爸媽囧很大》久別重逢！親子關係難挽回？（2011/05/11）
- 八大電視 《愛情敲敲門》(2013/07/09)
- 大愛電視 《情牽四萬里》德國(2016/10/05)
- 大愛電視 《健康新生活》
- 中天電視 《小明星大跟班》
  - (2017/08/14)全能新保姆　安親班老師的辛酸血淚！
  - (2018/08/15)誰是國際好情人？各地好男友排行榜！
  - (2018/12/19)2018年度通告王  誰被觀眾看膩了？
  - (2019/04/25)外國藝人好感度排行榜
  - (2019/09/20)寄生上流的那些日子
- 三立電視 《綜藝大熱門》現在當老師Hen辛酸！面對恐龍家長超難搞？！(2017/12/18)

### MV
- 林昕陽《我很不愛你了》音樂電影拍攝
- 三個人《卡關》
- 陳威全《滑滑世界》
- 林飛如(飛兒)《最美的遺憾》

### 廣告
- 廣告－－HOT大聯盟(相親篇女主角)
- 網路廣告－－星晴Online(星晴特使)
- 網路廣告－－家樂福WTF戰隊
- 網路廣告－－東元電機空氣清淨機
- 網路廣告－－東元電機除濕機
- 網路廣告－－台北市就業服務處：銀髮飛揚
- 廣告短片－－亞細生技(莉莉)
- 廣告－－勞動部勞工保險局：國民年金（郭哥快嘴秀）

### 其他
- 校園舞台經驗
- 外拍模特兒
- 紙風車劇團兒童劇
- 仁愛之家-慈善演唱
- 葛老師的一堂課-短劇(放下你的鞭子)
- 網拍-ShowYourself型錄拍攝
- 正妹麻將臉書五姬-前24強
- 報紙平面-自由時報週末生活版
- 棚拍教學model-子宇影像工作室
- 配音-無雙兵團
- 短片-華視小百科
- 網路連續劇*鬼影私刑者(田克柔)

## 電視劇
| 首播   | 電視台           | 劇名             | 角色       |
| 2017年 | 中天娛樂台       | 我綿一家人       | 金枝       |
| 2018年 | 大愛電視         | 智子之心         | 小江       |
| 2018年 | 台視             | 情·份            | Kiki       |
| 2018年 | 三立台灣台       | 金家好媳婦       | 護士、房東 |
| 2018年 | 愛奇藝           | 以你為名的青春   | 林冠慧     |
| 2018年 | 台視、三立都會台 | 高校英雄傳       | 主持人     |
| 2018年 | TVBS歡樂台       | 女兵日記女力報到 | 小潔       |
| 2019年 | 三立都會台       | 必勝大丈夫       | 廠商代表   |
| 2019年 | 華視             | 最佳利益         | 王春曉     |
| 2019年 | 公視             | 苦力             | 女工       |
| 2019年 | 民視             | 大時代           | 陳庭芳     |
| 2019年 | 大愛電視         | 愛的路上我和你   | 阿卿       |
| 2019年 | 三立台灣台       | 炮仔聲           | 服務生     |
| 2020年 | 台視             | 生生世世         | 勝龍妻     |
| 2021年 | 民視             | 多情城市         | 小玲、Sisi |
| 2021年 | 三立台灣台       | 天之驕女         | 老師       |
| 2021年 | 民視             | 黃金歲月         | 設計師     |
| 2022年 | TVBS歡樂台       | 機智校園生活     | 老師       |
| 2022年 | 台視             | 美麗人生         | 女會計     |

## 電影
| 上映   | 劇名     | 角色         |
| 2014年 | 荒城之光 | 難民         |
| 2017年 | 嗨！神獸 | 被霸凌的學生 |

## 外部連結
- 尤鳳揚(尤羊羊)的Facebook專頁